# Palau címere
Palau címere egy kör alakú pecsét, közepén a helyi tradicionális hatalmi jelképpel, az abai-val. Utóbbi egy háromszög alakú épület, amelyben a törzsfőnökök tartják megbeszéléseiket, és a hagyományos értékek, valamint a nép életmódjának szimbóluma. A jelkép előtt egy fecskefarkú zászlón az „Official Seal” (Hivatalos pecsét) felirat olvasható míg alatta láncot, illetve az 1981-es évszámot helyezték el. A pecsét köriratában felül az ország mottója olvasható: „Olbiil Era Kelulau”, míg alul az ország teljes angol neve olvasható. A pecsétet 1955 óta használják.